# Liste des chefs du gouvernement russe
L'organisation du pouvoir en Russie prévoit l'existence d'un chef du gouvernement de 1905-1924 et depuis 1990. Le chef du gouvernement de la Russie porte actuellement le titre de président du gouvernement de la fédération de Russie.

## Empire russe (1905-1917)
|   | Nom                           | Début mandat      | Fin mandat        |
| 1 | Comte Serge Witte             | 6 novembre 1905   | 5 mai 1906        |
| 2 | Ivan Goremykine               | 5 mai 1906        | 21 juillet 1906   |
| 3 | Piotr Stolypine               | 21 juillet 1906   | 18 septembre 1911 |
| 4 | Vladimir Kokovtsov            | 18 septembre 1911 | 12 février 1914   |
| 5 | Ivan Goremykine               | 12 février 1914   | 2 février 1916    |
| 6 | Boris Stürmer                 | 2 février 1916    | 23 novembre 1916  |
| 7 | Alexandre Feodorovitch Trepov | 23 novembre 1916  | 9 janvier 1917    |
| 8 | Prince Nikolaï Golitzine      | 12 janvier 1917   | 12 mars 1917      |

## Gouvernement provisoire (1917)
- Prince Gueorgui Lvov : 16 mars - 21 juillet 1917
- Alexandre Fedorovitch Kerenski : 21 juillet - 8 novembre 1917

## République socialiste fédérative soviétique de Russie (1917-1991)
La RSFSR (République Socialiste Fédérative Soviétiques de Russie) - dont le chef du gouvernement porte le titre de président du Conseil des commissaires du peuple puis, à partir de 1946, de président du Conseil des ministres - devient en 1922 une composante de l'Union des républiques socialistes soviétiques. Le poste de chef du gouvernement de la Russie est disjoint de celui de chef du gouvernement de l'URSS (qui porte des titres successifs similaires à celui du chef du gouvernement russe).
- Vladimir Ilitch Lénine : 8 novembre 1917 - 21 janvier 1924
- Alexeï Rykov : 2 février 1924 - 18 mai 1929
- Sergueï Sirtsov : 18 mai 1929 - 3 novembre 1930
- Daniil Sulimov : 3 novembre 1930 - 22 juillet 1937
- Nikolaï Boulganine : 22 juillet 1937 - 17 septembre 1938
- Vasily Vakhrushev : 29 juillet 1939 - 2 juin 1940
- Ivan Khokhlov : 2 juin 1940 - 22 juin 1943
- Alexis Kossyguine :  22 juin 1943 -  23 juin 1946

### Présidents du Conseil des ministres de la RSFSR
- Mikhaïl Rodionov :  23 juin 1946 -  9 mars 1949
- Boris Chernousov : 9 mars 1949 - 20 octobre 1952
- Alexandre Pouzanov : 20 octobre 1952 - 24 janvier 1956
- Mikhaïl Iasnov : 24 janvier 1956 - 19 décembre 1957
- Frol Kozlov : 19 décembre 1957 - 31 mars 1958
- Dmitri Polianski : 31 mars 1958 - 23 novembre 1962
- Guennadi Voronov : 23 novembre 1962 - 23 juillet 1971
- Mikhaïl Solomentsev : 23 juillet 1971 - 24 juin 1983
- Vitaly Vorotnikov : 24 juin 1983 - 27 juin 1988
- Alexandre Vlasov : 27 juin 1988 - 15 juin 1990
- Ivan Silaïev : 16 juin 1990 - 26 septembre 1991
- Oleg Lobov : 26 septembre 1991 - 6 novembre 1991 (intérim)
- Boris Eltsine :  6 novembre 1991 -  25 décembre 1991 (en tant que président de la RSFSR - la république soviétique cesse d'exister le 25 décembre avec la dissolution de l'URSS).

## Fédération de Russie (depuis 1991)
| Nº | Portrait                      | Nom                                 | Début mandat      | Fin mandat                  | Parti      | Parti                  | Président                      |
| -- | ----------------------------- | ----------------------------------- | ----------------- | --------------------------- | ---------- | ---------------------- | ------------------------------ |
|    |                               | Boris Eltsine (par intérim)         | 25 décembre 1991  | 15 juin 1992                |            | Indépendant            | Boris Eltsine (1991–1999)      |
|    |                               | Iegor Gaïdar (par intérim)          | 15 juin 1992      | 14 décembre 1992            |            | Indépendant            | Boris Eltsine (1991–1999)      |
| 1  |                               | Viktor Tchernomyrdine               | 14 décembre 1992  | 23 mars 1998                |            | Indépendant            | Boris Eltsine (1991–1999)      |
| 1  | Notre maison la Russie        | Viktor Tchernomyrdine               | 14 décembre 1992  | 23 mars 1998                |            |                        | Boris Eltsine (1991–1999)      |
|    |                               | Boris Eltsine (par intérim)         | 23 mars 1998      | 23 mars 1998                |            | Indépendant            | Boris Eltsine (1991–1999)      |
|    |                               | Sergueï Kirienko (par intérim)      | 23 mars 1998      | 24 avril 1998               |            | Indépendant            | Boris Eltsine (1991–1999)      |
| 2  | Sergueï Kirienko              | 24 avril 1998                       | 23 août 1998      |                             |            | Indépendant            | Boris Eltsine (1991–1999)      |
|    |                               | Viktor Tchernomyrdine (par intérim) | 23 août 1998      | 11 septembre 1998           |            | Notre maison la Russie | Boris Eltsine (1991–1999)      |
| 3  |                               | Ievgueni Primakov                   | 11 septembre 1998 | 12 mai 1999                 |            | Indépendant            | Boris Eltsine (1991–1999)      |
|    |                               | Sergueï Stepachine (par intérim)    | 12 mai 1999       | 19 mai 1999                 |            | Indépendant            | Boris Eltsine (1991–1999)      |
| 4  | Sergueï Stepachine            | 19 mai 1999                         | 9 août 1999       |                             |            | Indépendant            | Boris Eltsine (1991–1999)      |
|    |                               | Vladimir Poutine (par intérim)      | 9 août 1999       | 16 août 1999                |            | Indépendant            | Boris Eltsine (1991–1999)      |
| 5  | Vladimir Poutine              | 16 août 1999                        | 7 mai 2000        |                             |            | Indépendant            | Boris Eltsine (1991–1999)      |
|    |                               | Mikhaïl Kassianov (par intérim)     | 7 mai 2000        | 17 mai 2000                 |            | Indépendant            | Vladimir Poutine (2000–2008)   |
| 6  | Mikhaïl Kassianov             | 17 mai 2000                         | 24 février 2004   |                             |            | Indépendant            | Vladimir Poutine (2000–2008)   |
|    |                               | Viktor Khristenko (par intérim)     | 24 février 2004   | 5 mars 2004                 |            | Indépendant            | Vladimir Poutine (2000–2008)   |
| 7  |                               | Mikhaïl Fradkov                     | 5 mars 2004       | 7 mai 2004                  |            | Indépendant            | Vladimir Poutine (2000–2008)   |
|    | Mikhaïl Fradkov (par intérim) | 7 mai 2004                          | 12 mai 2004       |                             |            | Indépendant            | Vladimir Poutine (2000–2008)   |
| 7  | Mikhaïl Fradkov               | 12 mai 2004                         | 12 septembre 2007 |                             |            | Indépendant            | Vladimir Poutine (2000–2008)   |
|    | Mikhaïl Fradkov (par intérim) | 12 septembre 2007                   | 14 septembre 2007 |                             |            | Indépendant            | Vladimir Poutine (2000–2008)   |
| 8  |                               | Viktor Zoubkov                      | 14 septembre 2007 | 7 mai 2008                  |            | Russie unie            | Vladimir Poutine (2000–2008)   |
|    | Viktor Zoubkov (par intérim)  | 7 mai 2008                          | 8 mai 2008        | Dmitri Medvedev (2008–2012) |            | Russie unie            |                                |
| 9  |                               | Vladimir Poutine                    | 8 mai 2008        | Dmitri Medvedev (2008–2012) | 7 mai 2012 |                        | Russie unie                    |
|    |                               | Viktor Zoubkov (par intérim)        | 7 mai 2012        | 8 mai 2012                  |            | Russie unie            | Vladimir Poutine (depuis 2012) |
| 10 |                               | Dmitri Medvedev                     | 8 mai 2012        | 16 janvier 2020             |            | Russie unie            | Vladimir Poutine (depuis 2012) |
| 11 |                               | Mikhaïl Michoustine                 | 16 janvier 2020   | en fonction                 |            | Indépendant            | Vladimir Poutine (depuis 2012) |